# 미하시촌 (시마네현)
미하시촌(三階村)은 시마네현 나카군에 설치되었던 촌이다. 현재의 하마다시에 해당한다.

## 역사
- 1889년 4월 1일 - 정촌제 시행에 의해 나카군 미하시촌이 성립하였다.
- 1923년 2월 11일 - 이난촌의 일부, 이와미촌과 합병해 새로운 이와미촌이 성립하여 폐지되었다.

## 참고문헌
- 角川日本地名大辞典 32 島根県
- 『市町村名変遷辞典』東京堂出版、1990年。